# Mohamed Rahmat
Mohamed Rahmat, conhecido como Tok Mat (Pulai (Malaysia), 4 de janeiro de 1938 - Kuala Lumpur, 1 de janeiro de 2010), foi um político malaio.
Exerceu o cargo de ministro da Informação da Malásia (1978-1982, 1987-1999).